# Torneig d'escacs de Baden-Baden de 1870
El torneig d'escacs de Baden-Baden de 1870 fou el primer torneig d'escacs fort de la història. En comparació amb el Torneig d'escacs de Londres de 1851, Londres 1862 i París 1867, hi havia tres diferències principals: a) es varen fer servir rellotges d'escacs per primer cop (es requerien 20 jugades per hora), b) les taules comptaven com a mig punt, c) només s'hi van convidar els millors jugadors del món. El torneig era un round-robin a doble volta, amb la participació de deu Mestres: Adolf Anderssen, Wilhelm Steinitz, Gustav Neumann, Joseph Henry Blackburne, Louis Paulsen, Cecil De Vere, Samuel Rosenthal, Szymon Winawer, Johannes von Minckwitz i Adolf Stern. El torneig es va disputar entre el 18 de juliol i el 4 d'agost de 1870.
Ignatz von Kolisch va fer les funcions de secretari del comitè organitzador. El príncep Mihail Sturdza de Moldàvia n'era el president, i l'escriptor rus Ivan Turgenev el vicepresident. El comitè d'apel·lació era format per l'hongarès Baró Maythény i el Baró von Kolisch.
En aquella època, França va declarar la guerra a Prússia el 19 de juliol de 1870. Els estats alemanys del sud, inclòs el Gran Ducat de Baden, varen prendre part per Prússia i els seus aliats del Nord d'Alemanya. La guerra Francoprussiana va arribar a prop de Baden-Baden. Stern va ser mobilitzat com a reservista bavarès, després de la quarta ronda. Com Johannes Zukertort, va combatre en la guerra. El final de Baden-Baden 1870 va marcar l'inici de les hostilitats. El so de l'artilleria es podia sentir a una distància de 30 km de Baden-Baden. Adolf Stern va enviar una postal des dels camps prop de Sedan el 4 de setembre: "L'emperador Napoleó ha rebut mat.

## Resultats i classificació
Els resultats de Baden-Baden 1870 van quedar de la següent manera:
| #  | Jugador                                              | 1  | 2  | 3  | 4  | 5  | 6  | 7  | 8  | 9  | 10    | Total |
| 1  | Adolf Anderssen (Imperi Alemany) / Silèsia prussiana | xx | 11 | 00 | 1½ | 11 | 1½ | 10 | 10 | 11 | --    | 11    |
| 2  | Wilhelm Steinitz (Imperi Austríac) / Bohèmia         | 00 | xx | 11 | 0½ | 11 | 11 | 11 | ½1 | ½0 | ½1[4] | 10½   |
| 3  | Gustav Neumann (Imperi Alemany) / Silèsia prussiana  | 11 | 00 | xx | 1½ | 01 | 01 | 11 | 0½ | 11 | --    | 10    |
| 4  | Joseph Henry Blackburne (Regne Unit) / Anglaterra    | 0½ | 1½ | 0½ | xx | 10 | 11 | 1½ | ½½ | 11 | --    | 10    |
| 5  | Louis Paulsen (Imperi Alemany) / Lippe               | 00 | 00 | 10 | 01 | xx | 10 | 1½ | 1½ | ½1 | --    | 7½    |
| 6  | Cecil De Vere (Regne Unit) / Escòcia                 | 0½ | 00 | 10 | 00 | 01 | xx | 01 | 11 | 01 | --    | 6½    |
| 7  | Szymon Winawer (Imperi Rus) / Polònia                | 01 | 00 | 00 | 0½ | 0½ | 10 | xx | 1½ | 11 | --    | 6½    |
| 8  | Samuel Rosenthal (França) / Polònia                  | 01 | ½0 | 1½ | ½½ | 0½ | 00 | 0½ | xx | 00 | --    | 5     |
| 9  | Johannes Minckwitz (Imperi Alemany) / Saxònia        | 00 | ½1 | 00 | 00 | ½0 | 10 | 00 | 11 | xx | 10[4] | 5     |
| 10 | Adolf Stern (Imperi Alemany) / Renània-Palatinat     | -- | ½0 | -- | -- | -- | -- | -- | -- | 01 | xx    | -     |
Anderssen va guanyar 3000 francs, Steinitz - 600 francs, Neumann i Blackburne - 200 francs (cadascú).